# Marcha a Gagauzia
La marcha a Gagauzia fue un episodio de conflicto interno en la República Socialista Soviética de Moldavia ocurrido entre el 25 al 30 de octubre de 1990, el suceso se desarrolló por la intervención de nacionalistas moldavos, con el apoyo indirecto de Chisináu, en territorio de la autoproclamada República Gagauz, el conflicto fue paralelo a la descomposición del poder soviético, pues incluso la RSS de Moldavia había declarado su independencia ya de Moscú.

## Desarrollo
En octubre de 1990, después de que el gobierno prorumanista de la República Socialista Soviética de Moldavia tomara la iniciativa de proclamar la independencia de la URSS, renunciar a los valores impuestos desde la Rusia soviética y volver a la unión histórica con Rumanía, se anunciaron elecciones en el Soviet Supremo de la RSSM en Gagauzia, poblada en su mayoría por Gagaúzos, búlgaros, ucranianos y rusos.
El 25 de octubre, el primer ministro de Moldavia, Mircea Druc, con el fin de desviar las elecciones, envió a Comrat a nacionalistas moldavos con voluntarios (según fuentes de Gagauz, 50 mil) acompañados por la policía de la RSS de Moldavia.
La movilización masiva a Gagauzia fue guiada desde Chisináu, aunque el régimen independentista moldavo oficialmente mantenía neutralidad. Los habitantes de las aldeas Gagauz, armados con barras de metal y otros objetos, salieron a defender sus localidades. La República Moldava Pridnestroviana (Transnistria) apoyó a los gagaúzos y los días 26 y 27 de octubre envió a la República Gagauz decenas de entrenadores drujine (grupos de voluntarios para mantener el orden público). La columna viajó por el territorio del área de Odesa de la RSS de Ucrania y llegó a Ceadîr-Lunga, dejó aquí parte del contingente y luego continuó el camino hacia Comrat, capital de la autoproclamada República.

## Resultado
El conflicto escaló a convertirse en una guerra abierta como la guerra de Transnistria. En la noche del 29 al 30 de octubre, parte de los pridnestrovianos regresaron a casa a cambio de la retirada de Comrat de la misma parte de los voluntarios moldavos prorumanos nacionalistas bajo el liderazgo de Druc.
El 31 de octubre de 1990 tuvo lugar la sesión organizativa del Soviet Supremo de la República Gagauz. Stepan Topal fue elegido presidente del Soviet Supremo y Mihail Kendighelean fue elegido diputado.
Este evento sentó las bases para la formación de la unidad autónoma Gagauzia contemporánea, que existió entre 1990 y 1994 en la República Gagauz, y desde 1994 hasta ahora como ATU Gagauzia en la composición de la República de Moldavia.